# Philodendron undulatum
Philodendron undulatum är en kallaväxtart som beskrevs av Adolf Engler. Philodendron undulatum ingår i släktet Philodendron och familjen kallaväxter. Inga underarter finns listade.

## Bildgalleri

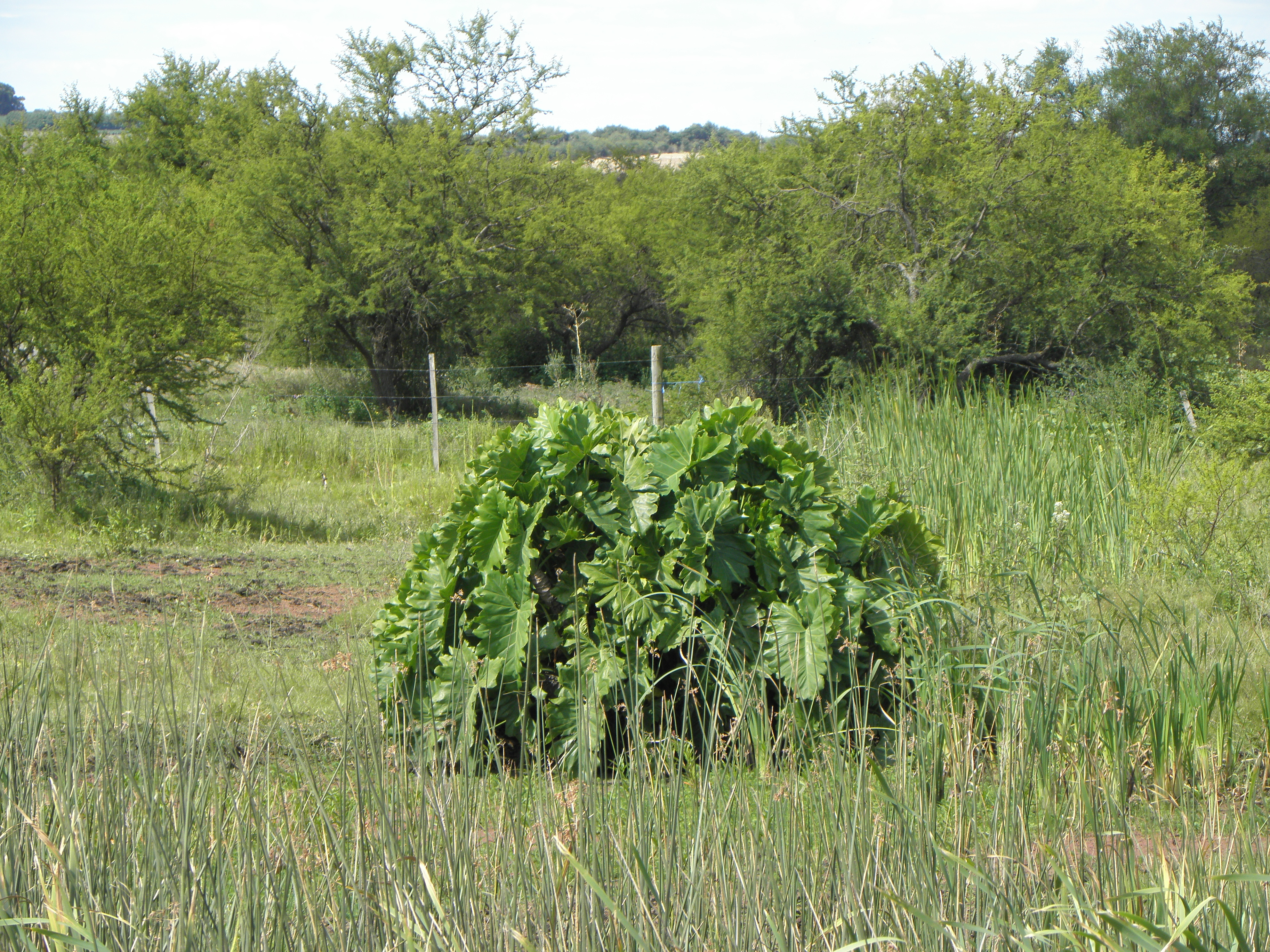
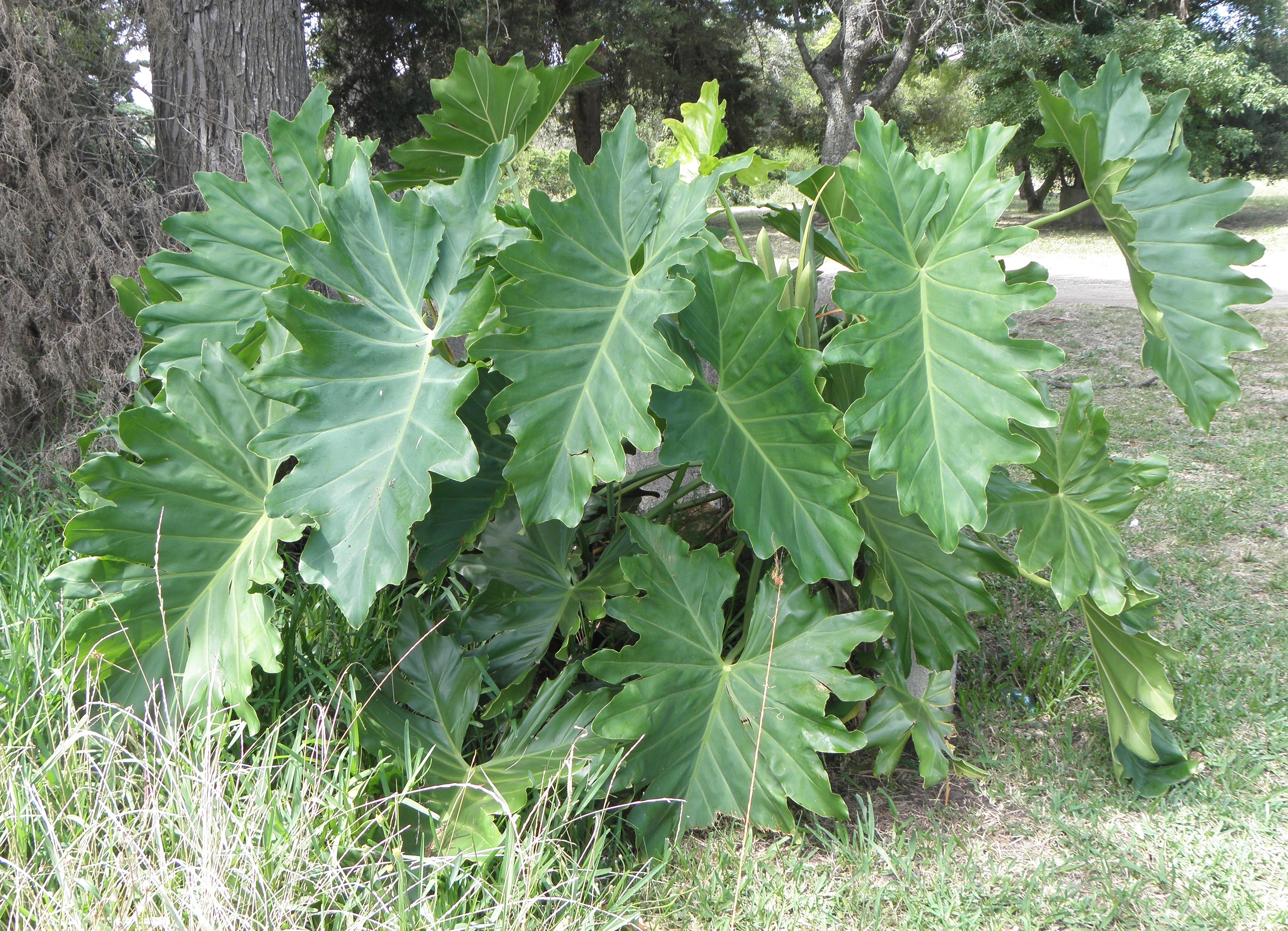
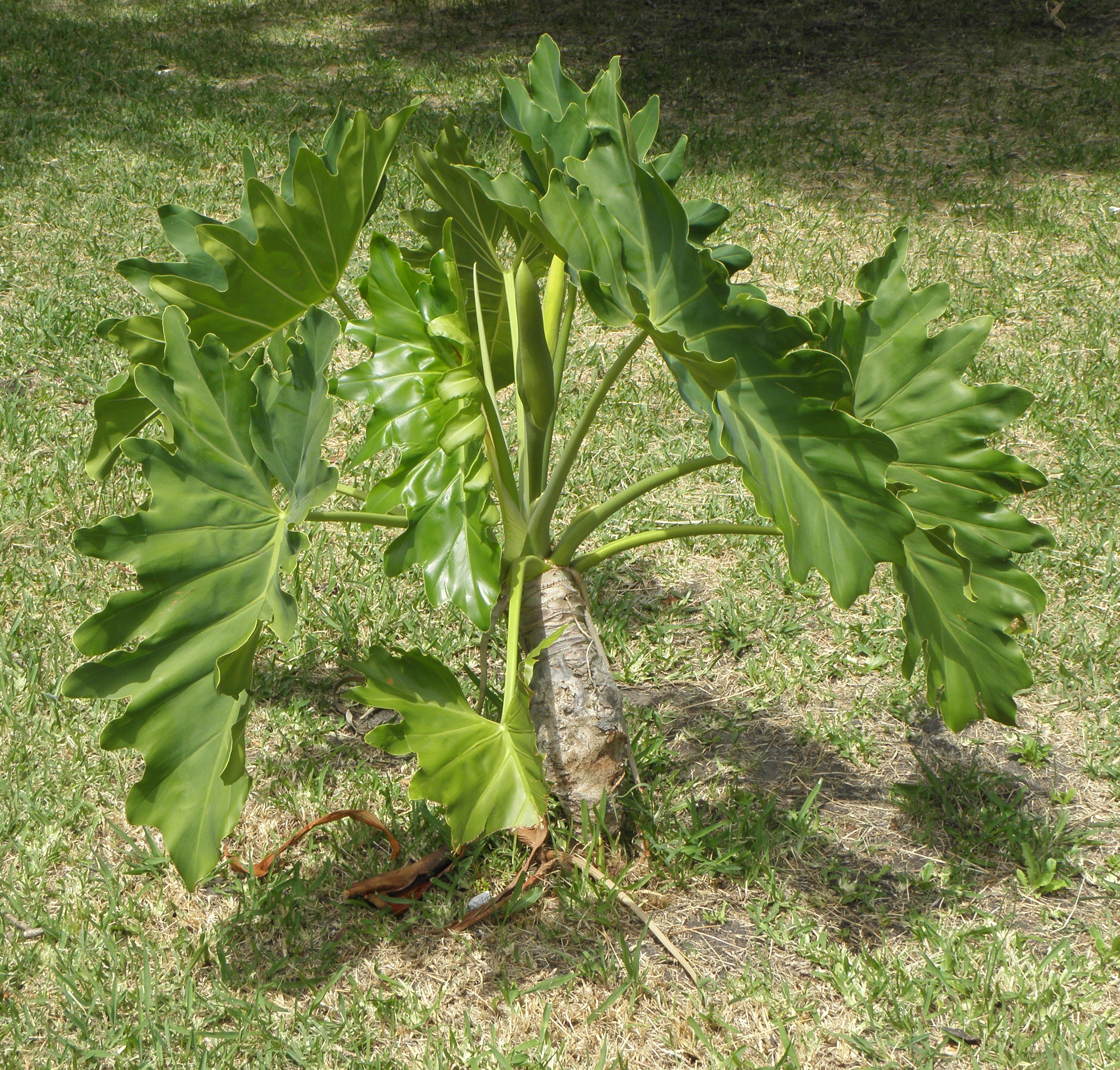